# Liquid Tension Experiment
Liquid Tension Experiment — супергруппа из США, сайд-проект участников группы Dream Theater Майка Портного и Джона Петруччи. В проекте также принимали участие бас-гитарист King Crimson Тони Левин и клавишник Dixie Dregs Джордан Рудесс. После выхода второго альбома Рудесс заменил Дерека Шериняна в группе Dream Theater. Таким образом, Liquid Tension Experiment на 3/4 состоит из участников этой группы.
В 1997 году звукозаписывающая компания Magna Carta, специализирующаяся на прогрессивной музыке, предложила Майку Портному собрать группу музыкантов, близких по уровню мастерства и мышлению, и записать альбом, который вошёл бы в историю прогрессивной рок-музыки. Из кандидатов на участие были клавишник Йенс Йохансон и басист Билли Шихэн, но в тот момент они были заняты в других проектах. Среди других претендентов оказались Джордан Рудесс, с которым группа Dream Theater однажды отыграла один концерт, и басист группы King Crimson Тони Левин. Из многочисленных кандидатур на место гитариста был выбран Джон Петруччи из группы Dream Theater.
В 2007 году звукозаписывающая компания Magna Carta выпустила джем-сессии, записанные во время создания второго альбома Liquid Trio Experiment без Джона Петруччи. Альбом получил название Spontaneous Combustion.
Группа в полном составе выступила 23 июня 2008 года в нью-йоркском клубе B. B. King Blues Club, а 25 июня — в Чикаго. Далее состоялись концерты в Лос-Анджелесе и Сан-Франциско. Часть материала вошла в двойной концертный DVD-выпуск LTE Box Set 2008.
В 2020 году группа объявила о записи третьего альбома.

## Состав
- Джон Петруччи (англ. John Petrucci) — гитара;
- Майк Портной (англ. Mike Portnoy) — ударные, перкуссия;
- Тони Левин (англ. Tony Levin) — бас-гитара, стик;
- Джордан Рудесс (англ. Jordan Rudess) — клавишные.

## Дискография
- Liquid Tension Experiment (1998),
- Liquid Tension Experiment 2 (1999),
- Testing For Tension (Live bootleg) (1999),
- Spontaneous Combustion (2007, под именем Liquid Trio Experiment),
- When The Keyboard Breaks: Live In Chicago (2009, под именем Liquid Trio Experiment 2),
- Liquid Tension Experiment Live 2008 Limited Edition Box Set (2009),
- Liquid Tension Experiment 3 (2021).